# Episodi di Reno 911! (prima stagione)
La prima stagione della serie televisiva Reno 911! è stata trasmessa in anteprima negli Stati Uniti d'America da Comedy Central tra il 23 luglio 2003 e il 20 ottobre 2003.
| nº | Titolo originale            | Titolo italiano | Prima TV USA      | Prima TV Italia |
| -- | --------------------------- | --------------- | ----------------- | --------------- |
| 1  | Pilot                       |                 | 23 luglio 2003    |                 |
| 2  | Fireworks                   |                 | 30 luglio 2003    |                 |
| 3  | Execution Tickets           |                 | 6 agosto 2003     |                 |
| 4  | Clementine's Pregnant       |                 | 13 agosto 2003    |                 |
| 5  | Jones Gets Suspended        |                 | 20 agosto 2003    |                 |
| 6  | Help from the FBI           |                 | 27 agosto 2003    |                 |
| 7  | Wiegel Suicide Watch        |                 | 3 settembre 2003  |                 |
| 8  | Clementine Gets Married     |                 | 10 settembre 2003 |                 |
| 9  | Garcia's Anniversary        |                 | 17 settembre 2003 |                 |
| 10 | Burning Man Festival        |                 | 24 settembre 2003 |                 |
| 11 | Dangle's Moving Day         |                 | 1º ottobre 2003   |                 |
| 12 | Terrorist Training (Part 1) |                 | 8 ottobre 2003    |                 |
| 13 | Terrorist Training (Part 2) |                 | 15 ottobre 2003   |                 |
| 14 | Halloween                   |                 | 20 ottobre 2003   |                 |